# Nounat
Nounat es un premio para jóvenes talentos artísticos de la Comunidad Valenciana.

## Historia
El Premio Nounat fue creado en el año 2013 por la Asociación Artevalencia con la intención de apoyar y promocionar a jóvenes artistas de la Comunidad Valenciana. 
En el año 2014 el Premio Nounat se le concede al pintor de Gandía David Marqués.